# Ерцен
Ерцен (нім. Aerzen) — громада в Німеччині, розташована в землі Нижня Саксонія. Входить до складу району Гамельн-Пірмонт.
Площа — 105,06 км2. Населення становить 10 472 ос. (станом на 31 грудня 2021).